# Josef Sandström (missionär)
Knut Josef Sandström, född den 2 augusti 1880 i Torskinge församling, Jönköpings län, död den 11 september 1948 i Göteborg, var en svensk missionär.
Sandström avlade teoretisk teologisk examen vid Uppsala universitet 1903 och praktisk teologisk examen 1904. Efter sin prästvigning sistnämnda år var han verksam i södra Afrika i Svenska kyrkans missionsstyrelses tjänst. Han tjänstgjorde i Ekutuleni 1905, i Ceza 1906–1913, i Rhodesia 1913–1915, i Ekutuleni 1917–1926, i Appelsbosch 1928–1935, i Ceza 1935–1939, som evangeliserande missionär 1940 och i Ceza 1941–1944. Därefter övergick han till tjänstgöring i Sverige inför sin pensionering 1945.  Sandström publicerade en zulukommentar till Matteusevangeliet, en zulubroschyr om islam och nio missionsskrifter på svenska. Han blev ledamot av Vasaorden 1938. Sandström vilar på Örgryte nya kyrkogård.